# Río Segundo (estrecho de Magallanes)
El río Segundo es un curso natural de agua natural que fluye en la Región de Magallanes y desemboca en la bahía Voces, península de Brunswick, en la ribera norte del estrecho de Magallanes. 

## Historia
Luis Risopatrón lo describe en su Diccionario Jeográfico de Chile:: 838 
Segundo (Rio) 53° 41' 70° 57' Corre por un valle pequeño, lijeramente abierto, ceñido de alturas selvosas i se vácia en la bahía de Las Voces, del estrecho de Magallanes; es poco profundo en su boca. 1, xxii, p. 259, 155, p. 756; i 165, p. 461; i Segundo (Second) en 44, p. 43.